# Convention de Londres (1884)
Pour les articles homonymes, voir Traité de Londres.
La Convention de Londres (en anglais : London Convention ; en néerlandais : London Convensie) est un traité de paix conclu à Londres en 1884 entre l'Empire britannique et la République sud-africaine.

## Histoire
En 1877, les Britanniques annexèrent la République sud-africaine. Au cours de la première Guerre des Boers qui s'ensuivit, les Boers remportèrent plusieurs batailles contre les troupes britanniques. En 1881 fut signée la Convention de Pretoria. Les Boers du Transvaal retrouvaient ainsi leur souveraineté, mais ce sous suzeraineté britannique.
Le gouvernement sud-africain demanda une modification de statut, si bien que des négociations furent entamées entre les deux États.
Le 27 février 1884, la Convention de Londres fut signée. Ce traité annulait en grande partie la suzeraineté de l'Empire britannique sur la République sud-africaine. Cependant, les Britanniques conservaient le droit de déclarer nuls les traités que cette dernière signait, sauf ceux avec l'État libre d'Orange, une autre république boere. La frontière sud-ouest de la République sud-africaine fut décrite plus précisément et l'indépendance du Swaziland réaffirmée. Même si l'abolition de l'esclavage en République sud-africaine était confirmée, comme c'était déjà le cas dans la Convention de Sand River de 1852, les Noirs possédaient nettement moins de droits, comme cela avait déjà été établi dans la Convention de Pretoria.
Enfin, à la suite de la Convention de Pretoria, le nom de la République sud-africaine avait été changé en celui de « Territoire du Transvaal ». À la demande du Volksraad du territoire du Transvaal, la Convention de Londres rétablit celui de « République sud-africaine ».
La Convention de Londres est restée en vigueur jusqu'au déclenchement de la deuxième guerre des Boers en 1899.